# 库普拉蒙塔纳
库普拉蒙塔纳（義大利語：Cupramontana），是意大利安科纳省的一个市镇。总面积26.89平方公里，人口4951人，人口密度184.1人/平方公里（2009年）。ISTAT代码为042016。